# Новый Путь (городской округ Перевозский)
Новый Путь — посёлок в городском округе Перевозский Нижегородской области. Население 36 (2010) человек

## Общая физико-географическая характеристика
Географическое положение
По автомобильным дорогам расстояние до областного центра города Нижнего Новгорода составляет 120 км, до административного центра города Перевоз — 18 км.
Часовой пояс
Новый Путь, как и вся Нижегородская область, находится в часовой зоне МСК (московское время). Смещение применяемого времени относительно UTC составляет +3:00.

## История
До 31 мая 2017 года входил в состав Дзержинского сельсовета.

## Население
| 2002 | 2010 |
| ---- | ---- |
| 52   | ↘36  |

Национальный состав
Согласно результатам переписи 2002 года, в национальной структуре населения русские составляли 96% из 52 человек.